# Diane van Es
Diane van Es (Róterdam, 22 de marzo de 1999) es una deportista neerlandesa que compite en atletismo, especialista en las carreras de fondo. Ganó una medalla de plata en el Campeonato Europeo de Atletismo de 2024, en la prueba de 10 000 m.

## Palmarés internacional
| Campeonato Europeo | Campeonato Europeo | Campeonato Europeo | Campeonato Europeo |
| Año                | Lugar              | Medalla            | Prueba             |
| ------------------ | ------------------ | ------------------ | ------------------ |
| 2024               | Roma (Italia)      | Medalla de plata   | 10 000 m           |